# Vůsí
Vůsí, bis 1924 Vusí t. Osí (deutsch Wusi, auch Wusy) ist ein Ortsteil der Gemeinde Květov in Tschechien. Sie liegt neun Kilometer südwestlich von Milevsko in Südböhmen und gehört zum Okres Písek.

## Geographie
Vůsí befindet sich in der zum Mittelböhmischen Hügelland gehörigen Milevská pahorkatina. Das Dorf liegt auf einer Hochfläche rechtsseitig über dem vom Orlíkstausee gefluteten Moldautal und dem Tal des Baches Hrejkovický potok. Gegen Osten erstreckt sich das Waldgebiet Kopaniny mit dem Wildgehege Rukávečská obora, nördlich der Wald Braník. Östlich erheben sich die Oranice (538 m), der Jirouškův vrch (552 m) und die Obora (Woboraberg, 570 m) sowie im Süden der Na Úlehlích (443 m)
Nachbarorte sind U Kloboučníků, Bohuslavský, V Dolanech, Kučeř und U Křížku im Norden, Svatý Jan, Květov, Pazderna, Dolnice, Tyrolský Dům und Rukáveč im Nordosten, Okrouhlá und Branice im Osten, Skalka, Stehlovice und Jetětice im Südosten, Jetětické Samoty, Habr, Truhlařov und Červená im Süden, Červená 2. díl, Zběrov und Oslov im Südwesten, U Chyšáků, Svatá Anna, Strouha und Dejmov im Westen sowie Zvíkovské Podhradí, Komora und U Moravců im Nordwesten.

## Geschichte
Vůsí gehörte wahrscheinlich seit dem 13. Jahrhundert zu den Besitzungen des Prämonstratenserklosters Mühlhausen. Das Kloster wurde am 23. April 1420 von den Hussiten zerstört, wobei auch alle Urkunden verloren gingen. Danach schlug der Klingenberger Burggraf Jan Hájek von Hodětín die verwaisten Klostergüter der königlichen Herrschaft Klingenberg zu. Nachdem im Jahre 1430 Hussiten die Burg Klingenberg belagerten, verpfändete König Sigismund die Herrschaft 1431 an Ulrich II. von Rosenberg. Heinrich V. von Rosenberg, der die überschuldete Herrschaft 1472 übernommen hatte, verkaufte am 28. September 1473 ein Viertel der Besitzungen des Hauses Rosenberg, darunter auch das Klingenberger Pfand, seinem Vetter Bohuslav V. von Schwanberg.
Die erste schriftliche Erwähnung von Vůsí stammt aus dem Jahre 1481. Johann von Schwanberg ließ in Květov eine Feste errichten. Nach dessen Tode erbte seine Witwe die Feste mit den umliegenden Dörfern, nachfolgender Besitzer wurde ihr Sohn Christoph von Schwanberg. Am 4. September 1612 verkaufte Georg Ehrenreich von Schwanberg u. a. die Dörfer Kučeř, Květov, Jickovice, Velká, Rukáveč, Stehlovice, Jetětice, Branice, Osek, Vůsí und Červená nad Vltavou an Georg von Schwanberg auf Worlik, der sie wieder zu den Klingenberger Gütern zuschlug. Während des Ständeaufstandes von 1618 gehörte Peter von Schwanberg zu den Anführern der Aufständischen. Nach der Schlacht am Weißen Berg belagerte ein kaiserliches Heer unter Kommando von Baltasar von Marradas fast zwei Jahre die Burg Klingenberg. Der Nachlass des 1621 verstorbenen Peter von Schwanberg wurde gerichtlich konfisziert. Nach der Kapitulation vom 21. November 1621 erhielt Adam von Sternberg die Herrschaft. Er verkaufte die Herrschaft Worlik mit Klingenberg 1622 an die Fürsten von Eggenberg. Nachdem 1717 die Eggenberger im Mannesstamme erloschen, erbte 1719 das Haus Schwarzenberg deren Besitzungen.
Im Jahre 1837 bestand Wusy aus 17 Häusern mit 136 Einwohnern. Pfarr- und Schulort war Čerwena. Bis zur Mitte des 19. Jahrhunderts blieb das Dorf immer als Teil der Herrschaft Klingenberg zur Fideikommissherrschaft Worlik samt den Allodialgütern Zalužan, Zbenitz und Bukowan untertänig.
Nach der Aufhebung der Patrimonialherrschaften bildete Osí/Wusy ab 1850 eine Gemeinde in der Bezirkshauptmannschaft Písek und Gerichtsbezirk Milevsko. Seit dem Ende des 19. Jahrhunderts führte die Gemeinden den Namen Vusí und seit Beginn des 20. Jahrhunderts Vusí t. Osí. Zu Beginn des 20. Jahrhunderts hatte sich das im Moldautal gelegene Dorf Červená über die Grenzen des Katasters von Jetětice ausgedehnt. Neben dem zu Jetětice gehörigen Červená 1. díl wurden noch zwischen Červená 2. díl (zu Vusí t. Osí gehörig) und Červená 3. díl (links der Moldau, zu Oslov gehörig) unterschieden. Ab 1919 gehörte die Gemeinde zum Okres Milevsko. 1923 gründete sich die Freiwillige Feuerwehr Vusí t. Osí. Im Jahr darauf wurde der Gemeindename in Vůsí abgeändert. 1930 lebten in den 23 Häusern von Vůsí 113 Personen.
Zwischen 1956 und 1963 erfolgte der Bau der Orlík-Talsperre, mit der Červená 1. díl und Červená 3. díl sowie die Einschichten Adámkův Mlýn (auch Mašek genannt), Jílovec, Saník, Šejharův Mlýn und Šimek überflutet wurden. Die Kirche des hl. Bartholomäus wurde 1960 von Červená 1. díl an ihren neuen Standort nordwestlich von Červená 2. díl versetzt. Nach der Aufhebung des Okres Milevsko wurde Vůsí Ende 1960 dem Okres Písek zugeordnet. Im Jahre 1964 wurde Vůsí nach Květov und 1976 nach Kučeř eingemeindet. Seit dem 24. November 1990 gehört Vůsí wieder zur Gemeinde Květov. Im Jahre 1991 hatte Vůsí 33 Einwohner, beim Zensus von 2001 lebten in den 24 Wohnhäusern 23 Personen.

## Ortsgliederung
Der Ortsteil Vůsí bildet zugleich einen Katastralbezirk, er umfasst die Siedlung Červená 2. díl und die Einschichten Dolnice und Pazderna.

## Sehenswürdigkeiten
- Kirche des hl. Bartholomäus in Červená 2. díl, der im 12. Jahrhundert errichtete romanische Bau wurde im Zuge des Talsperrenbaus aus dem Überflutungsgebiet an seinen heutigen Standort umgesetzt. Neben der Kirche befindet sich ein freistehender Glockenturm. Auf dem Friedhof ist das Grab des Gouverneurs der Provinz Podkarpatská Rus, Antonín Rozsypal (1866–1937).
- Kapelle der Jungfrau Maria am Dorfteich in Vůsí, erbaut 1903

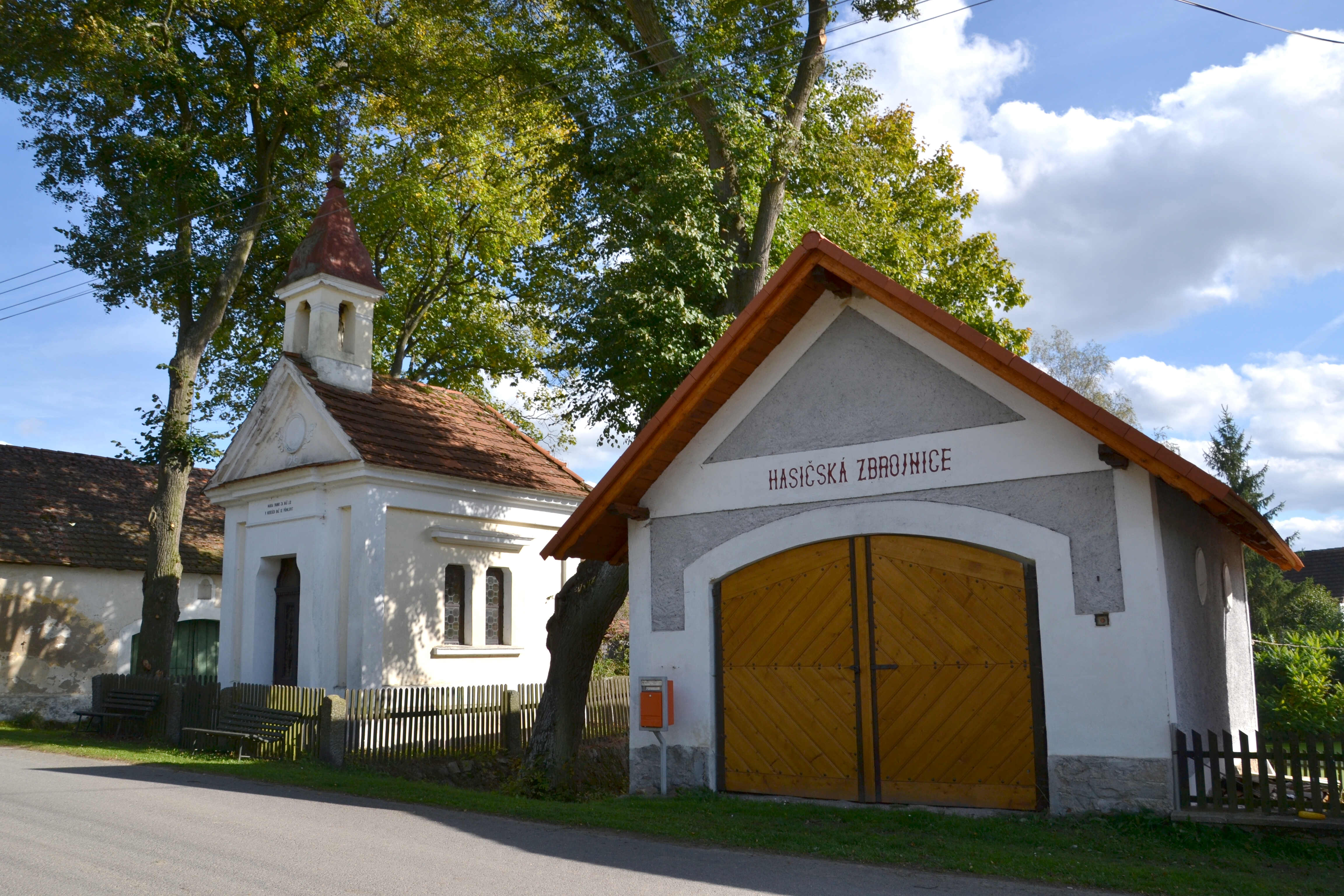
Kapelle der Jungfrau Maria und Spritzenhaus in Vůsí
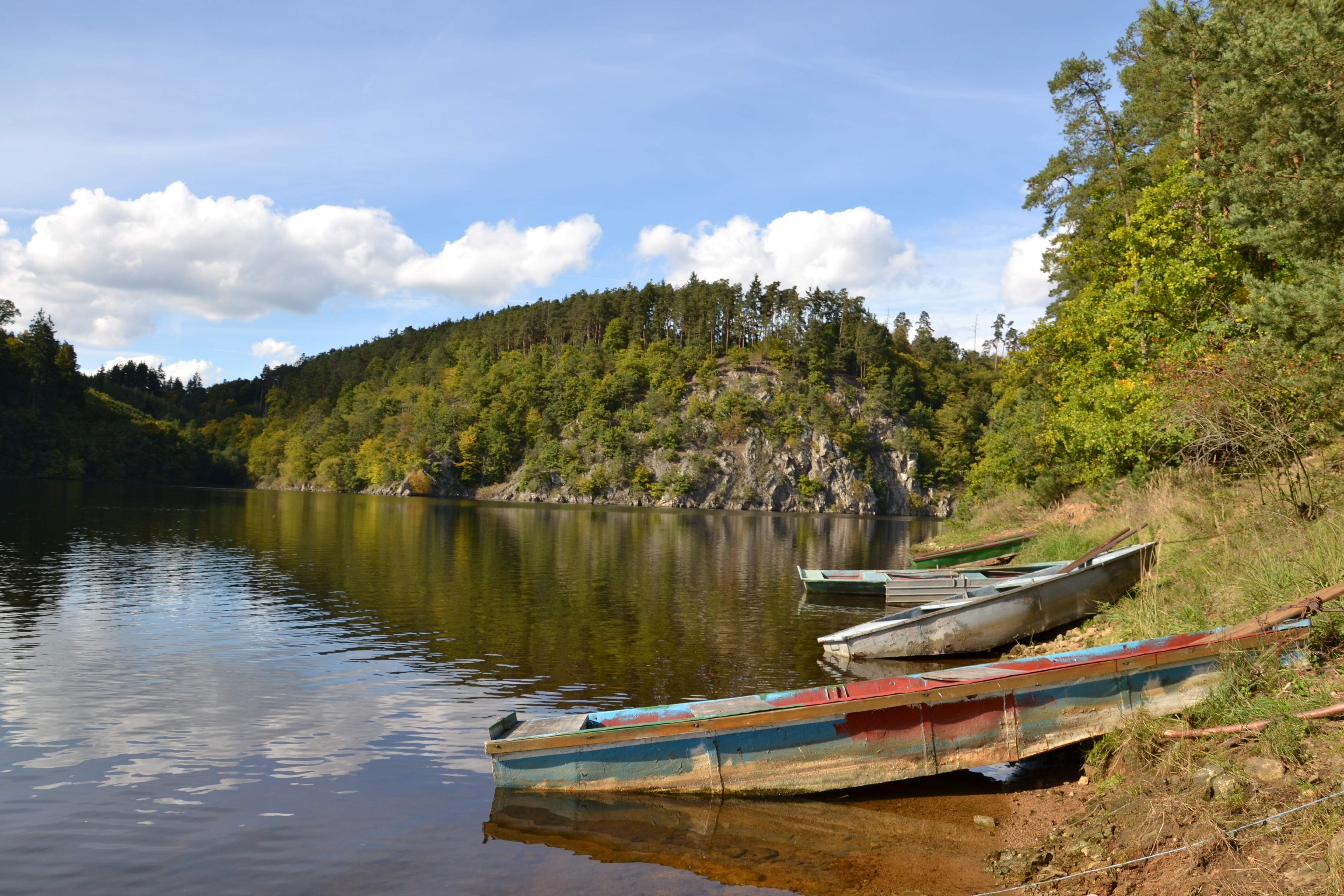
Orlíkstausee bei Červená 2. díl
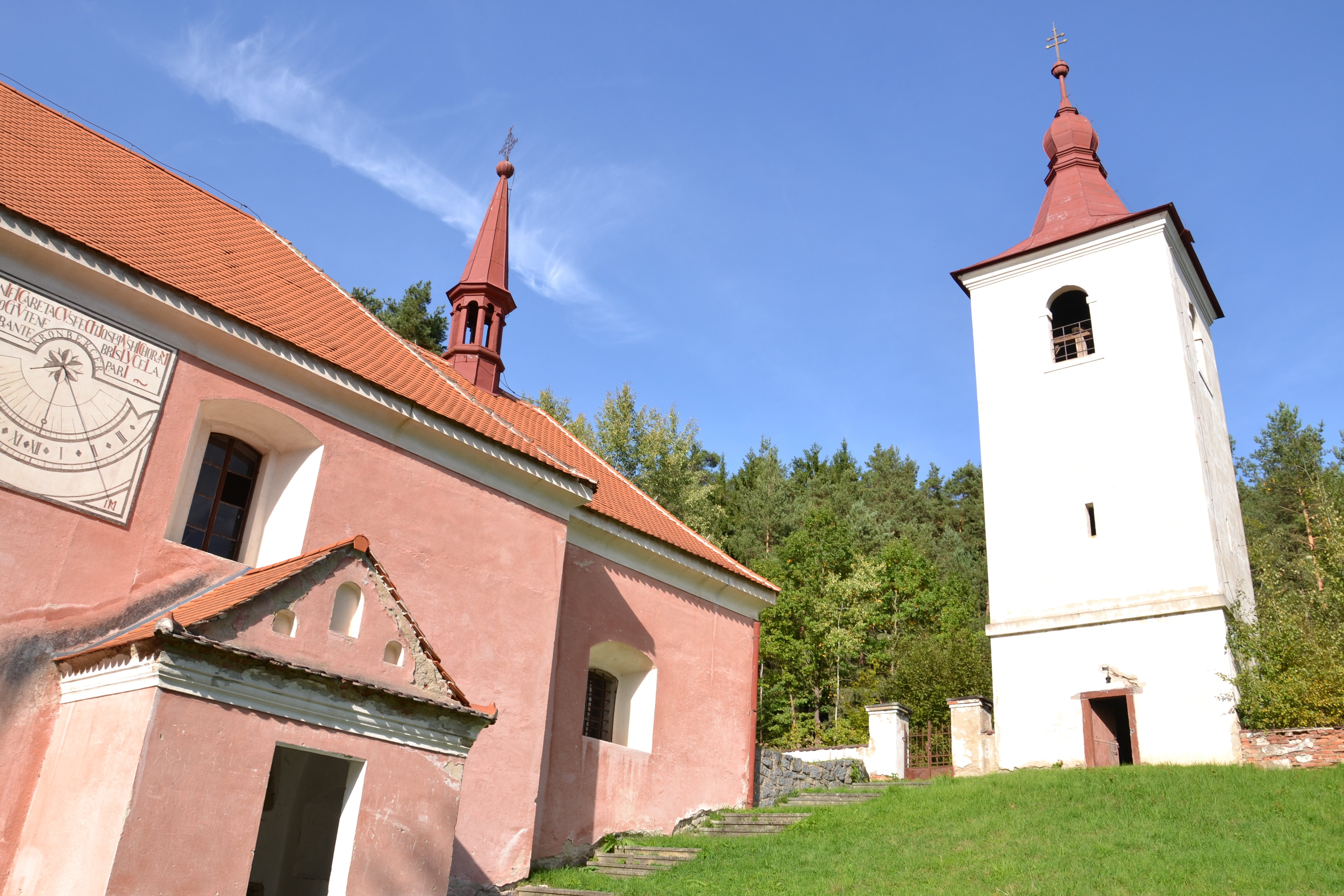
Kirche des hl. Bartholomäus und Glockenturm in Červená 2. díl